# Suiren

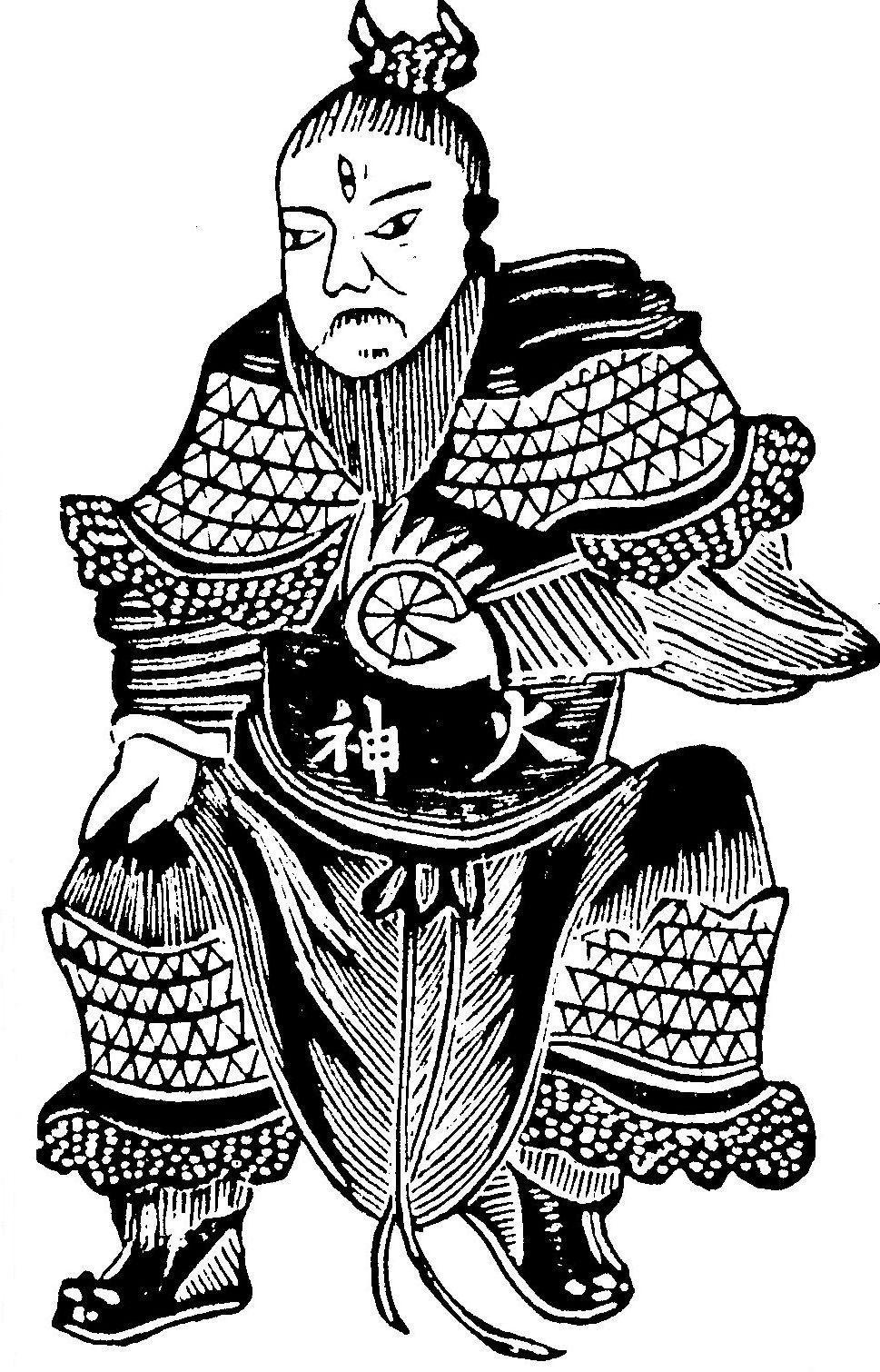
Suiren.

Suiren (chino 燧人, pinyin Suìrén, Wade-Giles: Sui-jen), es un personaje de la mitología china a quien se atribuye la invención del fuego. Es uno de los tres augustos y cinco emperadores. Su nombre quiere decir el que produce fuego.